# Коваль Михайло Андрійович
Миха́йло Андрі́йович Коваль (нар.4 листопада 1979; Купчинці, Іллінецький район, Вінницька область — пом. 21 вересня 2014, Дебальцеве, Донецька область) — український військовик, старший солдат Збройних сил України, 25-й батальйон територіальної оборони «Київська Русь». Кавалер ордена «За мужність» ІІІ ступеня.

## Життєпис
Народився 1979 року в селі Купчинці (Іллінецький район, Вінницька область). Закінчив купчинецьку школу.
В часі війни — старший солдат; снайпер 25-го батальйоу територіальної оборони «Київська Русь».
Вранці 21 вересня 2014-го загинув під час нападу проросійських терористів на блокпост 25-го батальйону під Дебальцевим — вогнепальне поранення в шию із ушкодженням кровоносних судин. Блок-пост був обстріляний з мінометів і стрілецької зброї.
Похований в Купчинцях.
Без Михайла лишилась мама.

## Нагороди і вшанування
За особисту мужність і героїзм, виявлені у захисті державного суверенітету та територіальної цілісності України, вірність військовій присязі під час російсько-української війни
- нагороджений орденом «За мужність» III ступеня (26.2.2015, посмертно)
- Його портрет розміщений на меморіалі «Стіна пам'яті полеглих за Україну» у Києві: секція 4, ряд 8, місце 14
- 9 травня 2015 року в селі Купчинці на будівлі загальноосвітньої школи йому відкрито меморіальну дошку.